# La Buveuse
La Buveuse – ou La Galante Compagnie – est un tableau réalisé par le peintre néerlandais Pieter de Hooch en 1658. De format vertical, cette huile sur toile est une scène de genre qui représente quatre figures réunies autour d'une table dans un intérieur décoré, avec au premier plan, au centre de la composition, une jeune femme assise à qui un homme debout sert du vin. Observée par un fumeur de pipe installé près d'une fenêtre, elle apparaît devant une dame plus âgée qui est sans doute une entremetteuse. Don de la fille d'Édouard de Rothschild en 1974, l'œuvre est conservée au musée du Louvre, à Paris, en France.